# Madame X (portræt)
 For alternative betydninger, se Madame X. (Se også artikler, som begynder med Madame X)
Madame X eller Portrait of Madame X er et portrætmaleri af den amerikanske kunstner John Singer Sargent. Portrættet forestiller den unge aristokrat (på engelsk også kaldet "socialite") Virginie Amélie Avegno Gautreau, hustru af den franske bankmand Pierre Gautreau. Værket var ikke et bestillingsværk, tværtimod bad Sargent om lov til at male fru Gautreau. Portrættet er et studie i opposition, og Sargent har fremstillet en kvinde der poserer i en sort satinkjole med juvelbesatte stropper; en kjole, der både skjuler og er afslørende på samme tid. Værket er karakteriseret ved den stærke kontrast mellem kvindes hvide hud mod den sorte kjole og mørke baggrund.
Portrættet blev modtaget med skandale ved dets afsløring på Parisersalonen i 1884, hvilket gjorde Sargent midlertidigt ilde set mens han var i Paris, men værket gjorde det lettere for ham at etablere en succesfuld karriere i Storbritannien og USA.

## Baggrund
Den portrætterede model var den amerikanske aristokrat, Virginie Amélie Avegno Gautreau, som blev kendt i de højere sociale kredse i Paris for sin skønhed og angivelige affærer. Hun brugte en lavendel pudder og bar sin skønhed med udtalt stolthed. Hun blev omtalt som en "professionel skønhed" – et engelsk-sproget term, der bruges om en kvinde, der bruger sin skønhed og personlige færdigheder til at avancere i de sociale klasser. Hendes ukonventionelle skønhed gjorde hende til et objekt for kunstneres fascination; den amerikanske maler Edward Simmons har påstået, at han "ikke kunne stoppe med at forfølge hende som man gør det med et dådyr." Sargent blev også imponeret, og han vurderede, at et portræt af Madame Gautreau ville tiltrække meget opmærksomhed ved den kommende Parisersalon og forøge interessen for bestillinger af portrætter fra hans atelier. Sargent skrev til en ven:
"Jeg har en stor lyst til at male hendes portræt og har grund til at tro, at hun vil tillade det og venter på nogen til at lave denne hyldest til hendes skønhed. Hvis du er "bien avec elle" og vil se hende i Paris, kan du måske fortælle hende, at jeg er en mand med et stort, kommende talent."
Selvom hun havde afvist flere ligende anmodninger fra kunstnere, accepterede Madame Gautreau Sargents tilbud i februar 1883. Sargent var også bosiddende i Paris på det tidspunkt, og deres samarbejde har været fortolket som deres begær om at få høj status i det franske samfund.

## Studier
Der var få fremskridt med portrættet i løbet af vinteren 1883, da Madame Gautreau var distraheret af sociale arrangementer, og hendes natur var ikke til disciplinen at sidde model for en kunstner. Hun foreslog, at Sargent rejste til hendes landsted i Bretagne i juni, hvor han skabte en række forberedende værker i blyant, akvarel og olier. Omkring 30 studier blev lavet ud fra disse sessioner, hvor mange forskellige poseringer blev afprøvet. Som det endelige portræt viser en olietegning med titlen "Madame Gautreau Drinking a Toast" modellens profil og bare arme mod en mørk baggrund, men det er mere frit malet og karakteren er uformel modsat det endelige værk.
Ligesom hun havde været i Paris, kedede Gautreau sig over processen med at sidde model; der var også her sociale arrangementer, så vel som ansvar for sin firårige datter, hendes mor, husets gæster og et fuldt husligt personale. Sargent brokkede sig over "Madame Gautreaus umalelige skønhed og håbløse dovenhed."

## Udførelse
Ligesom ved Sargents tidligere malerier på Parisersalonen, valgte han et kanvas med dimensioner så store, at det kunne få opmærksomhed blandt Salonens overfyldte vægge. Poseringen viste sig at blive en anden end de forudgående studier. Den nødvendiggjorde, at Gautreau skulle stå med sin krop mod maleren, mens hendes hoved vendte væk, hendes højre arm og hånd støttende bag sig på et lavt bord; resultatet var at skabe en spænding i hendes nakke og arm så vel som at fremhæve hendes elegante træk. For at male den kunstneriske tone i Gautreaus blege hud, brugte Sargent en palette af blyhvidt, kraplak, cinnoberrød, viridian og benkul.
Selv efter Sargent havde besluttet værkets komposition og malerarbejdet blev påbegyndt, skred arbejdet langsomt frem. I et brev til en ven skrev Sargent: "En dag hvor jeg var utilfreds med det og malede en lys rosa farve over den tidligere dystre baggrund... viser det modelens élancée [høje og slanke] figur langt gunstigere." Den 7. september skrev Sargent: "Er stadig på Paramé, soler mig i min smukke models billigelse." I efteråret begyndte Sargents interesse i foretagenet at nå sin afslutning: "Sommeren er helt bestemt ovre og med den, må jeg indrømme, er min fornøjelse ved at være på Les Chênes [Gautreaus gods]."

## Beskrivelse
Der er en assertion og en eksponering i den hvide huds udstrækning – fra hendes høje pande ned langs hendes yndefulde hals, skuldre og arme. Selvom kjolens sorthed er modig, er den også dyb, recessiv og mystisk. Hun er omgivet af en rig brun farve, som på samme tid er oplysende men mørk nok til at give kontrast til hudfarverne. Det mest bestyrtende er hudens hvidhed; en åbenlys fremstilling af "aristokratisk bleghed"; derimod er hendes røde øre en påmindelse om hendes huds usminkede farve.
Sargent valgte Gautreaus posering omhyggeligt: hendes krop vender dristigt fremad mens hendes hoved er vendt i profil. En profil er både en assertion og en retræte; halvdelen af ansigtet er skjult mens, på samme tid, kan den del der vises være mere defineret end det fulde ansigt.
Bordet giver støtte til Gautreau og ekkoer hendes kurver og posering. På det tidspunkt var hendes posering anset som seksuelt udfordrende. Maleriet blev først udstillet med den ene strop på kvindens kjole faldet ned ad Gautreaus høje skulder, hvilket antyder muligheden for yderligere fremvisning; "En forhindring mere", skrev en kritiker i Le Figaro, "og kvinden ville være fri". (Kjolens overdel var, muligvis ukendt for kritikeren, konstrueret over en metal- og hvalbensramme og kunne ikke være faldet ned; skulderstropperne var ornamentale).
Maleriets erotiske karakter er af en særlig overklasse-natur: unaturlig hvid hud, hvepsetalje, den svære profil og vægt på aristokratisk knoglestruktur indebærer alle en fjern seksualitet "under professional kontrol af modellen" snarere end tilbudt for beskuerens fornøjelse.
Klassiske kilder, som figurerne i en fresko af Francesco Salviati, har været foreslået som inspiration for poseringen. Maleriet har flere subtile klassiske referencer: sirener fra den græske mytologi udsmykker bordets ben og halvmånetiaraen, som Gautreau har på, symboliserer gudinden Diana. Diana-symbolikken var imidlertid ikke udtænkt af maleren selv, men var en del af Gautreaus selvfremtoning.

## Modtagelse
Mens arbejdet var i gang, var Gautreau entusiastisk; hun mente at Sargent malede et mesterværk. Da maleriet første blev blev vist på Parisersalonen under titlen Portrait de Mme *** i 1884, var folk i chok og skandaliserede; forsøget på at sikre modellens anonymitet var ikke succesfuldt, og Gautreaus mor forlangte, at Sargent skulle trække maleriet fra udstillingen. Sargent afviste imidlertid, og sagde at han havde malet hende "præcist sådan som hun var klædt, at intet værre kunne siges om dette værk end hvad der allerede var blevet sagt på skrift om hendes udseende". Senere, Sargent malede skulderstroppen over for at hæve den, og for at få det til at se ud som om, at den sad bedre fast. Han ændrede også titlen til Madame X – et navn, der er mere selvsikkert, dramatisk og mystisk, og ved at fremhæve det upersonlige giver det en illusion af en kvindelig arketype.
Den dårlige offentlige og kritiske modtagelse var en skuffelse for måde kunstneren og modellen. Gautreau blev ydmyget af affæren, og Sargent forlod kort tid efter Paris og flyttede til London permanent.

## Efterdønninger
Sargent hængte først Madame X i sit atelier i Paris og senere i sit atelier i London. Fra 1905 udstillede han det flere gange i internationale udstillinger. I 1916 solgte Sargent portrættet til Metropolitan Museum of Art og skrev til dets direktør: "I suppose it is the best thing I have ever done." En anden, ikke-færdiggjort version af den samme posering, hvor placeringen af den højre skulderstrop ikke var besluttet, findes i Tate Gallery i London.
Syv år efter Sargent malede Madame Gautreau, malede kunstneren Gustave Courtois hende. Som i det første værk, viser portrættet hendes ansigt i profil. Hun bærer en kjole i lignende snit, men hvor hun Courtois' værk viser mere hud, idet den ene skulderstrop på hendes kjole hænger ved ad siden, meget lig originalen af Sargent. Denne gang blev værket imidlertid vel modtaget af kritikere og af offentligheden. I 1897 poserede Gautreau igen i et stående portræt, der blev hendes favoritudgave, af Antonio de La Gándara.
I 1960 lavede den cubansk-amerikanske designer Luis Estévez en ikonisk sort kjole baseret på Gautreaus kjole i maleriet. Dina Merrill stod model for Estévez' kjole for fotografen Milton H. Greene, og billedet blev publiceret i magasinet Life den 11. januar 1960.

## Galleri
- Udstillet på Metropolitan Museum of Art
- Studie for Madame X, på en sofa
- Sargent i sit atelier i Paris, ca. 1885
- Antonio de La Gándaras senere portræt, Madame Pierre Gautreau, 1898
- Gustave Courtois' senere portræt, Madame Gautreau, 1891
- Madame Gautreau Drinking a Toast, c. 1882–83
- Studie fra 1884, udstillet på Tate Britain